# Henry Gluckman
Pour les articles homonymes, voir Gluckman.
Henry Gluckman (né le 12 juillet 1893 à Schagarren en Lituanie et mort le 5 juin 1987 à Johannesburg en Afrique du Sud) est un médecin et un homme politique sud-africain, membre du parti uni, membre du parlement pour Yeoville (1938-1958), président de la Commission des services de santé, ministre de la santé et du logement (1945-1948) dans le gouvernement Smuts, président de la Timber Trade Federation (1958-1966) et président du National War Memorial Health Foundation.

## Biographie
Né dans une famille juive de Lituanie à Schagarren (actuelle Zagare) en 1893, il émigre très jeune à Randfontein en Afrique du Sud avec ses parents.
Il apprend l'anglais à l'âge de 11 ans et effectue ses études à l'école Edward VII de Johannesburg. Il entame des études de médecine en 1912 à Londres, obtient son diplôme médical en 1917 et se spécialise dans la chirurgie.
Pendant la Première Guerre mondiale, il est capitaine dans le corps médical de l'armée sud-africaine. Il établit son cabinet médical à Johannesburg en 1919 et est de 1920 à 1940 le directeur du « Johannesburg City Council Special Treatment Centre ». En 1923, il devient conférencier à l'école de médecine de l'université du Witwatersrand.
De 1920 à 1937, il préside le conseil d'hygiène national et de 1920 à 1936 préside le comité national d'éducation de la santé de la Croix-Rouge. Il est également vice-président du SA Council of Mental Hygiene.
Reconnu dans son domaine professionnel et intéressé par toutes les questions sociales liées à la santé des populations, il s'implique dans la vie politique nationale et est élu avec une large majorité au parlement en 1938 dans la circonscription de Yeoville sous les couleurs du parti uni. Il est réélu constamment sans opposition en 1943, 1948 et 1953 avant de renoncer à se représenter en 1958.
Durant la Seconde Guerre mondiale, parallèlement à son mandat parlementaire, il est colonel dans le corps médical de l'armée sud-africaine et fait demander une commission d'enquête sur la santé de la nation. En 1942, le gouverneur général, Patrick Duncan le nomme alors président de la commission du service national de santé chargée d'instituer un service national de santé pour toute la population sud-africaine.

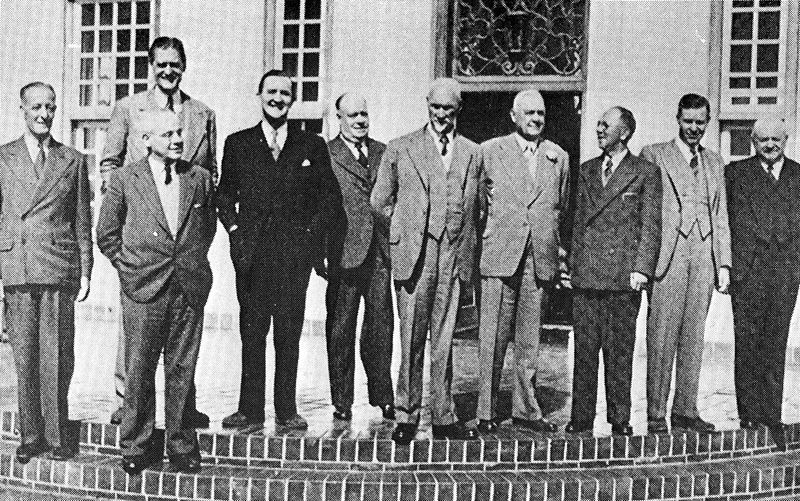
Le dernier cabinet ministériel de Smuts en 1948.
De gauche à droite : S.F. Waterson, Pieter van der Byl (en retrait), Jan Hofmeyr (devant van der Byl), H.G. Lawrence, J.W. Mushet, Jan Smuts, A.G.F. Clarkson, Henry Gluckman, J.G.N. Strauss, C.F. Steyn

En 1944, après deux années d'enquête, le rapport du Dr Gluckman et de ses services démontre que l’État sud-africain a dépensé en pure perte des millions de livres dans des services de santé inefficaces et mal organisés. Il propose de nouvelles idées pour améliorer le service rendu à tous les secteurs de la population sud-africaine et préconise notamment le développement des activités physiques et sportives ainsi que de loisirs mais aussi de nouvelles règles visant à la fois à améliorer l'habitat et l'alimentation des populations. Le rapport prévoit également le développement des centres et des dispensaires de santé dans tout le pays afin de toucher toutes les communautés tant urbaines que rurales. En février 1945, Gluckman demande au parlement d'entériner le rapport et de créer un véritable ministère de la Santé. Neuf mois plus tard, Jan Smuts, chef du gouvernement sud-africain, le nomme ministre de la Santé et du Logement. Henry Gluckman devient alors le premier membre de la communauté juive d'Afrique du Sud à entrer au gouvernement.
À cette fonction ministérielle, Gluckman porte d'abord son attention sur les problèmes de logement et l'alimentation. Il préside alors le Conseil national de la nutrition du Département de la Santé et lance de nombreux programmes pour améliorer l'alimentation des personnes les plus modestes. Il fait également instituer une commission nationale de la santé.
La défaite du parti uni aux élections de 1948 met un terme à sa carrière ministérielle. Ne pouvant veiller à l'application des recommandations de son rapport, il se tourne vers le secteur privé et devient président de la National War Memorial Health Foundation (fondée en 1946) pour faire la promotion d'une santé publique pour tous, quelle que soit la couleur de peau, alors que débute l'application de la politique d'apartheid. Des centres sont ainsi ouverts dans les zones rurales zoulous, à Knysna (communauté blanche), à Grassy Park dans les Cape Flats (communauté coloured) ou dans le quartier de Newlands (communauté asiatique) en banlieue de Durban.
Retiré de la vie politique à partir de 1958 dans sa ferme du Transvaal, il préside ou participe à plusieurs fondations, associations ou œuvres caritatives telles que la General Smuts War Veteran's Foundation, Kupugani (amélioration de l'alimentation), le South African Wood Council, l'association parlementaire du Commonwealth (branche sud-africaine) et l’association mondiale des parlementaires où, en tant que vice-Président, il promeut les politiques visant à créer des systèmes de sécurité sociale, développer les services de santé et lutter contre la faim.
Il meurt en 1987 à l'aube de ses 94 ans.

## Vie privée
Marié à Fay Hillman (morte en 1976), il a deux fils, Leon (acteur et producteur) et Michael Gluckman (architecte).

## Sources
- In Memoriam, SAMT VOL. 72 15 août 1987, p. 302-303